# A Woman's Faith

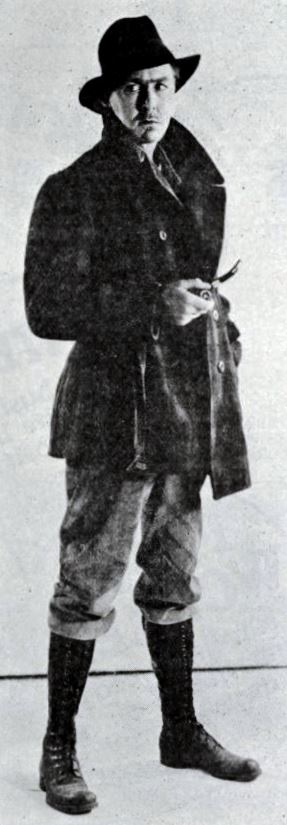
Percy Marmont dans le rôle de Donovan Steele.

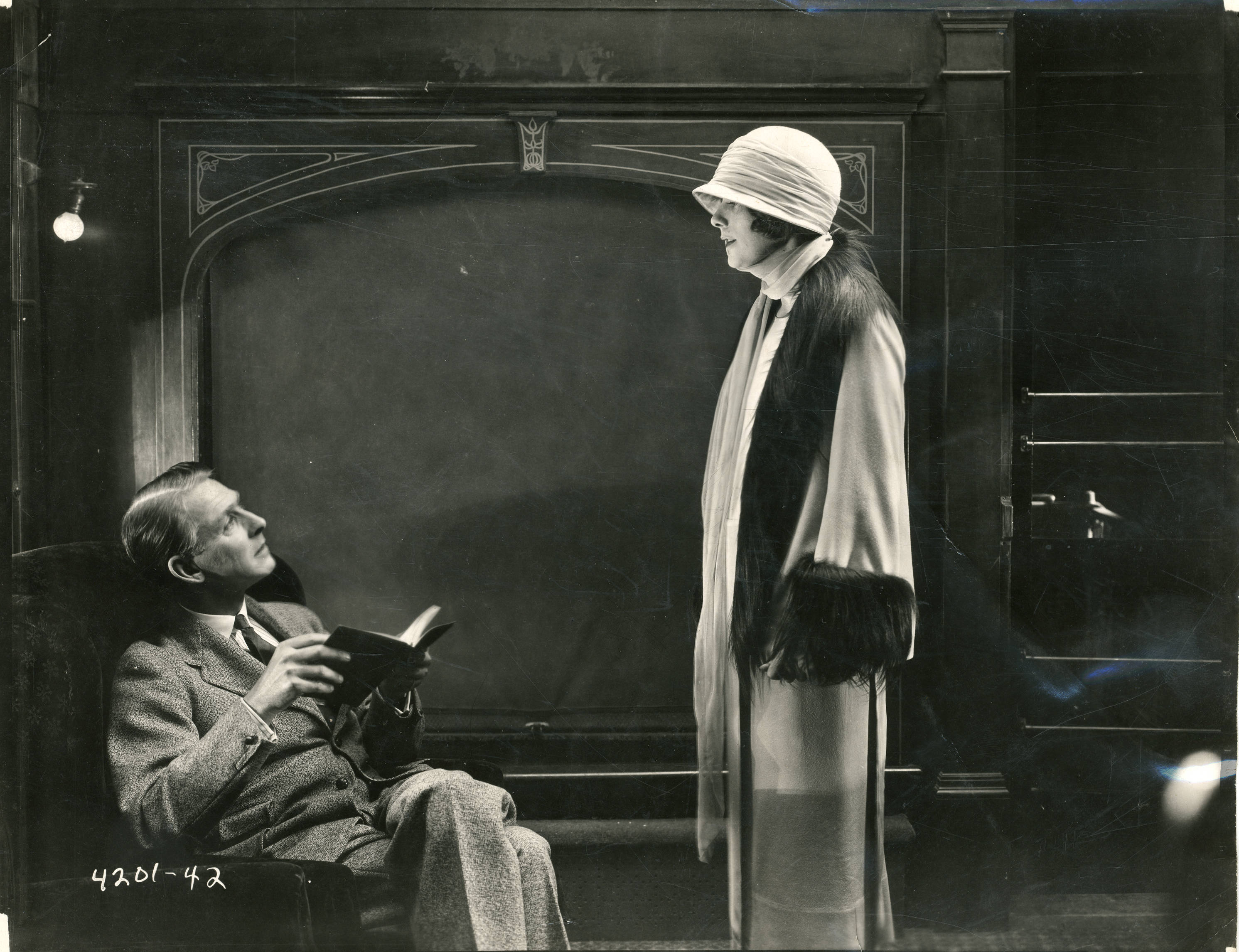
Une scène du film, avec Percy Marmont et Alma Rubens.

A Woman's Faith est un film américain réalisé par Edward Laemmle et sorti en 1925.

## Synopsis
Donovan Steele, de retour au Québec pour se marier, retrouve sa fiancée dans les bras d'un autre. Trompé, il disparaît au cœur de la nature canadienne, et devient bientôt connu comme « l'homme qui nie Dieu ». Il est reconnu par Léandre Turcot, qu'il avait autrefois sauvé. Turcot insiste pour que Steele reste avec lui au domicile de ses parents âgés. Steele rencontre Nérée Caron, la cousine de Turcot. La jeune femme fuit la justice, accusée par son oncle, Xavier Caron, du meurtre de son frère. Xavier arrive dans le village isolé avec un détective privé. Bien que Steele estime qu'il déteste toutes les femmes, il consent à la protéger. Nerée s'enfuit dans une maison déserte, à plusieurs kilomètres de là. Jean Cluny, le détective, a vent de l'endroit où elle se trouve et lui fait savoir que, si elle consent à être sa femme, il l'aidera à la blanchir de l'accusation de meurtre. Elle refuse son offre. Steele apprend qu'elle est seule, et soupçonnant qu'elle pourrait être en danger, il se précipite à sa rencontre. Peu de temps après son arrivée, Cluny se fraye un chemin. Une tempête fait rage à son entrée. Les hommes se regardent, puis s'affrontent.

## Fiche technique
- Réalisation : Edward Laemmle
- Scénario : Edward T. Lowe Jr., C.R. Wallace d'après le roman Miracle de Clarence Budington Kelland[1],[2]
- Production : Universal Pictures
- Genre : Mélodrame[3]
- Distributeur : Universal Pictures
- Durée : 70 minutes
- Date de sortie : 
  - États-Unis :9 août 1925

## Distribution
- Alma Rubens : Nerée Caron
- Percy Marmont : Donovan Steele
- Jean Hersholt : Jules Cluny
- ZaSu Pitts : Blanche Odile
- Hughie Mack : François
- Cesare Gravina : Odillon Turcott
- William H. Turner : Xavier Caron
- George Beranger : Leandre Turcott
- Rosa Rosanova : Delima Turcott